# Dntel
Dntel o James Figurine, pseudonimo di James Scott Tamborello (...), è un musicista statunitense di musica elettronica, nonché voce e programmatore dei Figurine.
Il suo stile glitch risente l'influenza di indie ed emo rock ed è solito accostare fra loro arrangiamenti elettronici e acustici.
Durante la propria carriera musicale, Tamborello ha inoltre avviato i progetti Strictly Ballroom, Headset e The Postal Service.

## Discografia

### Album
| Anno | Titolo                                 | Etichetta     | Note                                  |
| ---- | -------------------------------------- | ------------- | ------------------------------------- |
| 1999 | Early Works for Me If It Works for You | Phthalo       |                                       |
| 2001 | Life Is Full of Possibilities          | Plug Research |                                       |
| 2006 | Mistake Mistake Mistake Mistake        | Plug Research | Pubblicato con l'alias James Figurine |
| 2007 | Dumb Luck                              | Sub Pop       |                                       |

### EPs
| Anno | Titolo                      | Etichetta     |
| ---- | --------------------------- | ------------- |
| 2000 | Something Always Goes Wrong | Phthalo       |
| 2001 | Anyone Anywhere             | Plug Research |

### Singoli
| Anno | Titolo                                 | Etichetta     |
| ---- | -------------------------------------- | ------------- |
| 2000 | "(This Is) The Dream of Evan and Chan" | Plug Research |
| 2006 | "Rock My Boat bw Everything's Tricks"  | AIM Records   |